# L'armata degli eroi
L'armata degli eroi (L'Armée des ombres) è un film del 1969 scritto e diretto da Jean-Pierre Melville.

## Trama
Francia, 1942. Philippe Gerbier, distaccato intellettuale antifascista, viene condotto da un gruppo di poliziotti dipendenti del governo collaborazionista in un campo di concentramento gestito dal governo di Pétain. Gerbier è deportato nel campo di prigionia, dove dimorano prigionieri di tutte le nazionalità e anche francesi, antifascisti di ogni tendenza politica o alcuni innocenti finiti per errore in carcere. Gerbier viene poi trasferito da altri collaborazionisti in un comando tedesco basato in un hotel. Sono superati i controlli ai posti di blocco della “Ligne de demarcation”, che divide la Francia in due zone, dove sono presenti francesi gendarmi sia dall'uno che all'altra parte. L'uomo decide di approfittare del ristretto margine di libertà che ha per provare a riguadagnare la libertà. Philippe, con un solo sguardo, stabilisce una complicità con lo sconosciuto compagno di detenzione che gli è seduto a fianco e organizza istantaneamente con lui un piano di fuga durante la notte. Gerbier pugnala una sentinella distratta, fingendo di chiedergli una sigaretta, e approfitta della fuga dell'altro per scappare. Durante la fuga entra stravolto in un negozio di barbiere, che comprende che Gerbier è un fuggitivo e, dopo avergli fatto la barba, gli passa un nuovo soprabito per camuffare il proprio aspetto.
Gerbier raggiunge Marsiglia dove incontra il vecchio gruppo di resistenti gollisti di cui faceva parte ed era il capo. Con i suoi fedeli compagni Félix e Le Masque decide di uccidere il traditore che l'ha denunciato. Il giovane delatore appare spaventato davanti alla morte imminente e nessuno dei resistenti gli rivolge una parola. Dopo aver discusso su come eliminarlo, essi decidono di sopprimerlo con lo strangolamento. Sia Gerbier che gli altri devono reprimere un certo disgusto per effettuare freddamente l'esecuzione, durante cui vedono lentamente morire il loro amico traditore. In seguito Félix ritrova un vecchio amico, Jean François, al quale propone di entrare nella Resistenza e di consegnare una ricetrasmittente a un altro membro del gruppo, la coraggiosa, calcolatrice e imperturbabile Mathilde, il cui unico punto debole è costituito dall'amore per la figlia, che la vita clandestina non le permette di rivedere.
A Parigi Jean François incontra il fratello Luc Jardie, un intellettuale apparentemente indifferente agli eventi, ma in realtà vero e proprio capo della Resistenza. Proprio costui, insieme a Gerbier, va in missione a Londra. Loro qui osservano la vita spensierata che gli inglesi continuano a condurre nonostante la guerra che si sta svolgendo e incontrano anche di persona il loro capo, il generale De Gaulle, che dice loro di non poter ottenere molto sostegno da parte degli Inglesi.
Al ritorno dall'Inghilterra Gerbier viene paracadutato in Francia e si ricongiunge ai suoi e prende Mathilde, che si è trasferita a Lione che è anche sede della Gestapo, come vice. Jardie e Gerbier vengono a sapere che Félix è stato arrestato e sottoposto a tortura dai tedeschi e Mathilde, col suo consenso, organizza un audace piano di evasione: con Le Masque e Le Bison, tutti travestiti da infermieri tedeschi, entra nella prigione al volante di un'ambulanza per trasferire Félix. Ma il medico, dato che Félix è moribondo, rifiuta il permesso. Mathilde e i suoi sono costretti ad andarsene senza niente in mano. Intanto, senza dire nulla ai compagni, Jean François compie un estremo ed eroico gesto di lealtà verso Felix. Egli si consegna volontariamente ai tedeschi per dare a Félix una pillola di cianuro che ponga fine alle sue sofferenze. Il suo sacrificio non servirà a nulla perché quando raggiunge Felix in cella, lo trova ormai già morto.
Anche Gerbier viene arrestato dai tedeschi. I tedeschi lo stanno per mitragliare insieme ad altri detenuti, quando viene salvato da Mathilde e dai compagni. Mathilde vuole manifestare la sua gioia per il fatto che Gerbier è ancora vivo, ma egli la fa tacere guardandola con uno sguardo freddo e quasi arrabbiato perché ella ha osato manifestare attaccamento per un compagno di lotta. Ferito, Gerbier trova rifugio in una casupola, dove vive per lunghi mesi in solitudine e in clandestinità per far calmare le acque.
Egli viene poi a conoscenza, tramite Jardie e i suoi compagni superstiti, che Mathilde è caduta a sua volta in mano ai tedeschi. Essi la vogliono costringere a svelare dei nomi di altri partigiani e la pongono davanti a un ultimatum: se non parla, la figlia verrà deportata. Mathilde prende tempo, mentre Gerbier e Jardie tentennano e sono indecisi su cosa fare della loro ex compagna. Alla fine decidono di sopprimerla per evitare che in un momento di debolezza possa fare pericolose rivelazioni. Mathilde è abbattuta da Gerbier, e un attimo prima di morire lo guarda rendendosi conto della sua necessaria eliminazione. Anche Jardie, Le Masque e Le Bison si trovano a bordo della macchina. Tutti loro appaiono turbati per il delitto che hanno appena fatto, che pure era necessario.
Le didascalie finali annunciano il destino tragico dei quattro protagonisti.

## Ispirazione biografica
Melville segue abbastanza fedelmente il romanzo di Joseph Kessel, scritto nel 1943, ma aggiunge qualche dettaglio proveniente dai propri ricordi di resistente. Vengono fatti dei riferimenti chiari alle figure del raggruppamento Cohors-Asturies (Jean Gosset, Renè Ichè) e della confraternita Notre-Dame (specialmente il colonnello Remy/Gilbert Renault) oltre ad altre grandi figure della Resistenza francese.
Luc Jardie rappresenta in particolare: 
- Jean Cavaillès, si vedono i titoli dei suoi libri Transfini et continu e Méthode axiomatique et formalisme al minuto 1: 53; poi Philippe Gerbier, dopo la sua evasione, legge Méthode axiomatique et formalisme, un Essai sur le problème du fondement des mathématiques (che non è altro che il sotto-titolo di Méthode axiomatique et formalisme), Sur la Logique et la théorie de la science, Transfini et continu e Remarques sur la formation de la théorie abstraite des ensembles. Nel film (2:06), i libri sarebbero stati scritti da Luc Jardie « prima della guerra» ; la qual cosa, in realtà, non è vera per Transfini et continu e ancor meno per Sur la Logique et la théorie de la science, poiché questo titolo è postumo;
- Pierre Brossolette, la scena che si svolge tra Jardie et Gerbier mentre escono dal cinéma si ispira ad un'uscita al cinema tra Brossolette e Melville;
- Jean Moulin, Luc Jardie decorato al merito da de Gaulle.

Gerbier rappresenta:
- Jean Pierre-Bloch, futuro ministro (scena nel campo di concentramento),
- Paul Rivière, assistente del generale de Gaulle (evasione dal quartier generale della Gestapo)3.

Il personaggio di Matilde è ispirato a: 
- Lucie Aubrac5, ancora professoressa all'inizio della guerra, insegnò storia a Simone Signoret in Bretagna.6